# Volodymyrský uzviz (Kyjev)
Volodymyrský uzviz (ukrajinsky Володимирский узвіз, v doslovném překladu Volodymyrský sestup) je ulice v centru Kyjeva, která propojuje centrum s městskou částí Podil. Ulice začíná na Evropském náměstí a končí na Poštovním náměstí a měří 830 metrů.
Poblíž ulice se nachází stanice metra Majdan Nezaležnosti a Poštova plošča.

## Historie
Ulice vznikla na počátku 18. století na místě staré pečerské cesty, která spojovala Podil s Pečerskem. Původní název ulice byl Chreščatyckyj prijizd (ukrajinsky Хрещатицький приїзд, Chreščatycký přejezd). Byla první ulicí města s dlážděným povrchem.
Od 19. století byla součástí Oleksandrivské ulice, která vedla od dnešního Arsenálného náměstí ke Kontraktovému náměstí. Souběžně se používal název Oleksandrivskij Uzviz.
V březnu 1919 byla ulice pojmenována na Revoluciji, od prosince 1934 na Kirova. Moderní název vznikl v roce 1944, kdy ulice byla pojmenována po nedalekém Volodymyrově kopci a pomníku kníže Volodymyra. Ulice vedla od Stalinova náměstí po Kontraktové náměstí. Dnešní délku získala ulice v roce 1955, kdy se odtrhla Ždanova ulice.

## Významné budovy
- Sál národní filharmonie Ukrajiny
- Sál národního vyznamenaného akademického symfonického orchestru Ukrajiny
- Pomník první kyjevské tramvaje

## Obrázky
- Sál národní filharmonie Ukrajiny
- Pohled na ulici a Dněpr v roce 1895
- Pohled na ulici směrem do centra v roce 1914
- Pohled na ulici směrem na Evropské náměstí